# Jean-Laurens Delpech
Jean-Laurens Delpech (né le 7 mai 1913 à Saint-Céré et mort le 29 juillet 2005 à Paris 5e) est un haut fonctionnaire et industriel français.

## Biographie

### Jeunesse et études
Jean-Laurens Delpech grandit dans le Sud-Ouest. Son père est percepteur des contributions indirectes. Il est diplômé de l'École libre des sciences politiques.

### Parcours professionnel
Jean-Laurens Delpech a été chef de bureau à l'administration centrale du ministère des Finances, président-directeur général des Batignolles-Châtillon de 1961 à 1963, président-directeur général de la société française d'entreprise générale ENSA de 1963 à 1970, vice-président-directeur général de Delattre-Levivier de 1965 à 1969, vice-président-directeur général de la Société des Forges et Ateliers du Creusot de 1968 à 1969, directeur de Schneider SA de 1968 à 1969, président-directeur général de Renault Industries Equipements et Techniques de 1970 à 1974, directeur des affaires internationales de la Régie nationale des usines Renault de 1971 à 1974, délégué ministériel pour l'armement du 6 mars 1974 à 1977, président-directeur général des Nouvelles Galeries de 1977 à 1983, vice-président de Sacilor de 1978 à 1981, président-directeur général de Magmod Strasbourg de 1982 à 1987, président de la mission des équipements sidérurgiques au ministère de l'Industrie et de la Recherche, membre du conseil consultatif de la Banque de France, du conseil d'administration de l'École polytechnique, du CEA, de la Commission consultative du Commerce international, administrateur du Bazar de l'Hôtel de ville, d'Uniprix.

## Sources
- annales.org
- "M. Jean-Laurens Delpech renonce à la direction de Schneider S.A. Cette démission semble préluder à l'entrée de Westinghouse dans l'un des premiers groupes industriels français" (15 novembre 1969, Le Monde)
- "M. Jean-Laurens Delpech : du secteur privé au secteur public" (25 décembre 1969, Le Monde)
- "M. Jean-Laurens Delpech délégué ministériel pour l'armement" (28 février 1974, Le Monde)
- Notices d'autorité :   - VIAF
  - GND
- Notice dans un dictionnaire ou une encyclopédie généraliste :   - Who's Who in France